# Francesco Molino
Francesco Molino (in Frankreich auch François Molino, * 4. Juni 1768 in Ivrea, Italien; † 1847 in Paris) war ein italienischer Gitarrist, Geiger und Komponist der Frühromantik. Er ist zudem Verfasser einer Gitarrenschule.

## Leben
Francesco Molino, geboren im Piemont, entstammte einer Musikerfamilie. Sein Vater Giuseppe Ignazio Molino war Oboist in der Kapelle des Piemont-Regimentes. Als Francesco Molino 15 Jahre alt war, folgte er dem Vater in die militärische Laufbahn. In der Armee erlernte er die theoretischen Grundlagen der Musik, das Spiel der Oboe und der Bratsche. Von 1786 bis 1789 war er Bratschist im Orchester des königlichen Theaters von Turin und von 1814 bis 1818 Violinist in der Turiner Hofkapelle (Chapelle royale). Im Jahr 1818 begab er sich auf eine Reise durch Italien und nach Deutschland.
Wahrscheinlich kam Molino zwischen 1818 und 1820 nach Paris, wo er die erste Fassung seiner der Herzogin von Berry gewidmeten Méthode de guitare (op. 33) veröffentlichte. Dort erfreute sich das Gitarrenspiel in der (höheren) Gesellschaft großer Beliebtheit, die durch Musiker wie Filippo Gragnani (1767–1812), Fernando Sor, Mauro Giuliani, Dionisio Aguado, Pierre-Jean Porro und Ferdinando Carulli Verbreitung fand. Molino, von dem nicht überliefert ist, wo er das Gitarrenspiel erlernte, trat vor allem als Gitarrenvirtuose in den Pariser Salons in Erscheinung, wo er beachtliche Erfolge erzielte. Gefragt war Molino auch als Lehrer für sein Instrument, seine Schüler stammten zum Teil aus der Pariser Oberschicht. Die meisten seiner Kompositionen entstanden in der Zeit zwischen 1820 und 1835 und waren für die Gitarre. Aus der Periode nach 1840, als die Gitarre allmählich an Beliebtheit eingebüßt hatte, stammen seine Kompositionen für Violine. Molino hatte zudem eine Zeitlang in Spanien gelebt, trat dort auch vor dem Madrider Königshof auf, und hatte London besucht.

## Werke (Auswahl)
Molino, dessen Opuszahl etwa 70 Werke umfasst, komponierte mehr als 60 Werke für Gitarre (etwa Sonaten in op. 6), unter anderem auch für Gitarre und Violine sowie Gitarre und Klavier, sowie eine Anleitung zum Erlernen des Instrumentes, die Grande Méthode Complette, op. 46 (1826). Neben Kammertrios (etwa für Flöte, Bratsche und Gitarre) und Nocturnes (etwa op. 38) für Flöte (oder Violine) und Gitarre sind besonders seine Grande Sonate op. 51 für Gitarre solo und sein Konzert (von zweien) für Gitarre und Orchester op. 56 beachtenswert. Über die Arie „Es klinget so herrlich“ aus der 17. Szene des 1. Akts der Oper Die Zauberflöte von Mozart komponierte er mit Opus 31 zwölf Variationen (12 Variations sur l’air „Oh dolce concento“ de la Flûte enchantée du célèbre Mozart, précédées d’une Introduction pour guitare), die er einem seiner Schüler, dem Musikprofessor Eichlep, gewidmet hat und in Paris von der Musikalienhandlung „La lyre moderne“ vertrieben wurden. Zudem komponierte er einige Sonaten für Solo-Violine. Von seinen beiden Konzerten für Violine und Orchester widmete er das zweite (Opus 25) seinem Freund Rodolphe Kreutzer.